# Archivio di Stato di Brescia
L'Archivio di Stato di Brescia è l'ufficio periferico del Ministero per i beni e le attività culturali che a norma di legge conserva la documentazione storica prodotta dagli uffici periferici dello Stato della provincia di Brescia e per deposito volontario, custodia temporanea, donazione o acquisto ogni altro archivio o raccolta documentaria di importanza storica.

## Storia
Il primo archivio di concentrazione destinato alla raccolta della documentazione pubblica bresciana trae origine da una ducale veneta del 30 aprile 1661, che ordinava ai rettori della città "l'istituzione di un archivio delle scritture concernenti li pubblici interessi" nel palazzo del Broletto.
A questo archivio, denominato "Archivio vecchio" e destinato a raccogliere la documentazione delle magistrature venete attive a Brescia, si affiancò un secondo archivio detto "Civil Nuovo", costituito presso il palazzo civico della Loggia allo scopo di conservare soprattutto la documentazione prodotta dagli organi giudiziari e dai notai bresciani. Nel corso degli anni Venti dell'Ottocento entrambi gli archivi furono sottoposti all'autorità governativa, fino a quando, nel 1839, fu costituito un vero e proprio "Archivio generale di deposito governativo-giudiziario", posto alle dipendenze della Direzione generale degli archivi di deposito governativi di Lombardia.
L'istituto assunse la denominazione di Archivio di Stato di Brescia dal 1871, quando, in attuazione dei Regi Decreti 5 marzo n. 1852 e 26 marzo n. 1861, venne costituita l’organizzazione archivistica del Regno d’Italia, posta alle dipendenze del Ministero dell’interno. 
Qualche documento di Brescia  per il periodo della Repubblica sociale italiana si trova presso l'ACS, trasportato a Roma probabilmente a seguito delle operazioni di recupero degli archivi degli organi centrali dello Stato, trasferiti al Nord dopo l'armistizio del 1943.
Il presente edificio fu progettato dall’architetto Renzo Beretta specificatamente per servire come archivio, e fu inaugurato nel 1960.

## Patrimonio
Il più antico documento in originale dell’Archivio di Stato di Brescia risale al IX secolo, mentre altri dell’VIII sono stati tramandati in copie successive. Notevoli dispersioni avvenute nei primi decenni dell’Ottocento hanno depauperato le serie delle magistrature venete, soprattutto per quanto riguarda il XV secolo, mentre la documentazione  conservata risulta più consistente a partire dal XVI secolo e diviene via via più ricca sino alla fine della dominazione veneziana.
I fondi delle magistrature ed uffici dell’età napoleonica, di quella successiva, durante la quale il Bresciano fu aggregato al Regno lombardo-veneto, nonché del periodo postunitario si conservano pressoché completi.
L’Istituto detiene in deposito l’archivio storico del Comune di Brescia, con documentazione risalente al periodo medievale, quello dell’Ospedale Maggiore e quelli degli istituti caritatevoli e di assistenza, opere pie e pii luoghi.
Fondi d’indubbio interesse sono inoltre l’archivio dello statista Giuseppe Zanardelli; la raccolta Carteggi della Prima guerra mondiale, che conserva migliaia di lettere e di fotografie di caduti delle provincie di Brescia e Cremona; gli archivi delle famiglie Martinengo dalle Palle e Gambara, con documenti a partire dal XII secolo e notevoli carteggi dal XV al XIX secolo; il Fondo di religione nel quale si raccolgono atti di enti religiosi e monastici soppressi dal XIII al XVIII secolo. Da non dimenticare, infine, l’ampio archivio notarile con imbreviature ed atti dal XIV secolo.
Nel secolo scorso il patrimonio dell’Archivio di Stato di Brescia fu descritto in diverse guide ma per giungere a una “mappatura” del patrimonio archivistico bresciano bisogna attendere l’inizio degli anni ’80 con la pubblicazione del primo volume della Guida generale degli Archivi di Stato italiani. Nonostante le scarne informazioni fornite in merito alla natura dei fondi archivistici, il curatore della voce prestò particolare attenzione a individuarne i soggetti produttori, non sempre indicati in maniera corretta negli strumenti di ricerca esistenti.